# Barytarbes colon
Barytarbes colon är en stekelart som först beskrevs av Johann Ludwig Christian Gravenhorst 1829.  Barytarbes colon ingår i släktet Barytarbes och familjen brokparasitsteklar. Arten är reproducerande i Sverige. Inga underarter finns listade.